# Октавий Великобританский
Окта́вий Великобрита́нский (англ. Octavius of Great Britain, 23 февраля 1779, Букингемский дворец, Лондон, Англия, Великобритания — 3 мая 1783, Дворец Кью, Англия, Великобритания) — член британской королевской семьи, один из двух младших сыновей (другим был принц Альфред) короля Георга III и Шарлотты Мекленбург-Стрелицкой, умерших в детстве от оспы.

## Биография

### Жизнь

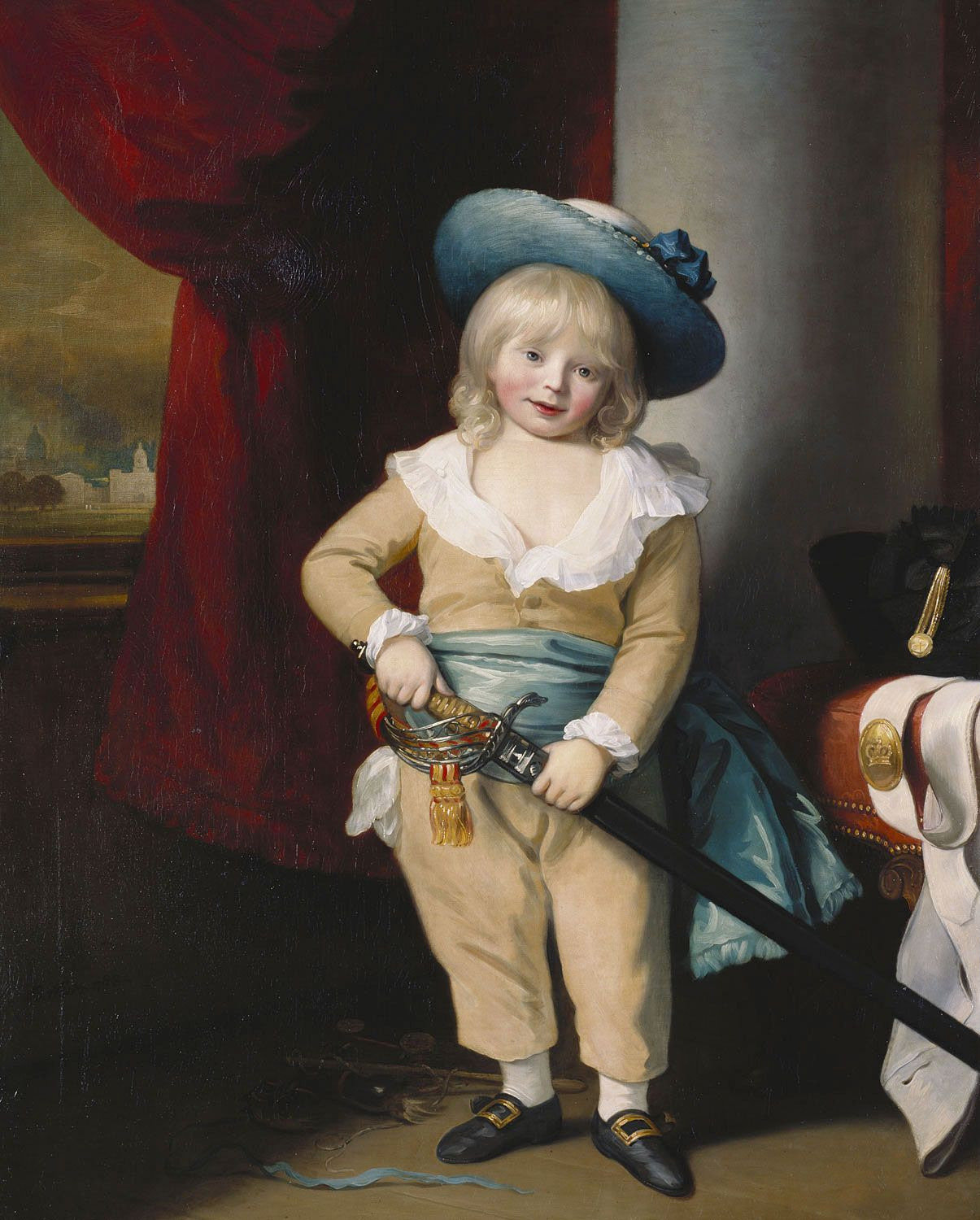
Бенджамин Уэст. «Портрет принца Октавия», 1783. Королевская коллекция

Принц Октавий родился 23 февраля 1779 года в Букингемском дворце Лондона. Стал тринадцатым ребёнком и восьмым сыном в семье короля Великобритании, Ирландии и Ганновера Георга III, и Шарлотты, урожденной принцессы Мекленбург-Стрелицкой. По отцу приходился внуком Фредерику, принцу Уэльскому, и Августе Саксен-Готской, по матери — герцогу Карлу Мекленбург-Стрелицкому, и Елизавете Альбертине Саксен-Гильдбурггаузенской. Имя мальчика происходит от латинского слова octavus, что означает восьмой, и указывает на то, что он — восьмой сын монарха. Как сын правящего короля, с рождения имел титул «Его Королевское Высочество принц Октавий Великобританский и Ирландский».
Крестили мальчика 23 марта 1779 года в Сент-Джеймсском дворце под руководством архиепископа Кентерберийского Фредерика Корнуоллиса. Крёстными родителями Октавия стали герцог Карл I Брауншвейг-Вольфенбюттельский, герцог Фридрих Мекленбургский и Луиза Августа Гессен-Дармштадтская. Никто из них лично на церемонии не присутствовал, но они были представлены доверенными лицами королевского двора.
Король Георг очень любил своих младший детей, Октавия и его брата Альфреда. Он был ласков и снисходителен с ними, посещал их дни рождения и другие мероприятия, где присутствовали младшие дети. Один из современников писал, что младшие дети королевской четы постоянно проводят время вместе с родителями. Каждый день детей приводили к родителям между 6 и 7 часами вечера. Короля также информировали о состоянии здоровья и развитии детей. Молодой принц был близок со своей сестрой Софией, которая ласково называла брата своим сыном. Вместе с ней, и другими братом и сестрой, Елизаветой и Эдуардом, Октавий отправился на побережье Сассекса, где дети находились на свежем морском воздухе под присмотром гувернанток и нянь. Когда Октавию было девятнадцать месяцев, родился его младший брат Альфред. Он умер 20 августа 1782 года от оспы, что сделало Октавия снова самым младшим ребёнком в семье. Хорас Уолпол писал о короле Георге после смерти принца Альфреда: «Король сказал, что очень извиняется за Альфреда, но если бы на его месте был Октавий, он бы тоже умер». В 1820 году историк Эдвард Холт писал о характере Октавия: «Хотя принцу Октавию не было ещё и пяти лет, при дворе его считали послушным ребёнком, он обладал прекрасными качествами, и все им восхищались». Биограф королевской семьи Джон Уоткинс писал, что «принца можно считать одним из лучших в королевском роде».

### Смерть и наследие

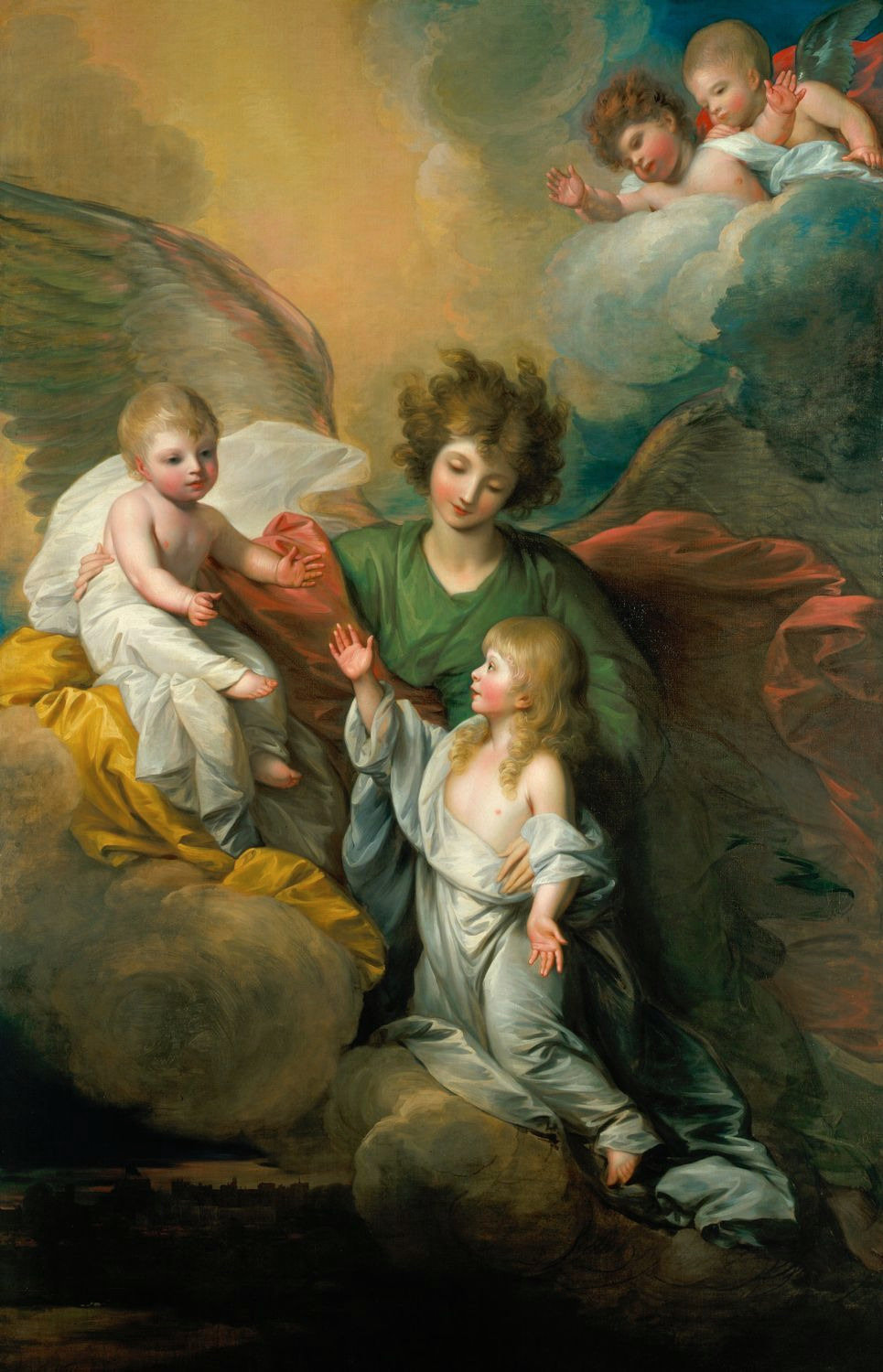
Апофеоз принца Октавия в 1783 кисти Бенджамина Уэста

Через полгода после смерти Альфреда, Октавий и его сестра София были доставлены во дворец Кью, Лондон, где им были сделаны прививки от вируса оспы. София быстро шла на поправку, Октавий же заболел и умер через несколько дней около 8 часов вечера, 3 мая 1783 года в том же дворце. При дворе не был объявлен траур, так как это предназначалось только для детей от четырнадцати лет. Принц стал последним членом британской королевской семьи, который умер от оспы. 10 мая он был похоронен рядом с братом в Вестминстерском аббатстве. 11 февраля 1820 года их старший брат, к тому времени король Георг IV, приказал перенести останки братьев в часовне Святого Георга в Виндзоре, где они покоятся по сей день.
Королева Шарлотта писала своему другу, который тоже перенес смерть своего ребёнка: «Смерть Октавия стала для меня неожиданностью, два раза я испытала то, что перенесли вы, без малейшей подготовки к этому…мой сын в восемь часов и сорок минут навсегда покинул нас». Смерть сына сильно повлияла на королеву физически и психологически. Тогда она была беременна своим последним ребёнком, дочерью Амелией, которая родилась в августе того же года.
Смерть принца стала для Георга III серьёзным ударом. Уолпол писал: «Король потерял ещё одно дитя, прекрасного мальчика, которого Их Величества так любили». Однажды король признался: «Не будет рая для меня, если Октавия больше нет!». Через день после кончины принца Георг III пошёл к художнику Томасу Гейнсоборо, который заканчивал работу над большим семейным портретом королевской четы. Король хотел, чтобы живописец оставил картину незавершённой, но, узнав, что на полотне будет изображён покойный Октавий, позволил ему закончить работу. Когда через неделю картина была выставлена на обозрение королевской семье, принцессы не выдержали и заплакали при виде их умершего брата. Через три месяца после смерти сына Георг III писал своему другу, лорду Дартмуту: «Каждый день растёт пропасть моего горя по моему Октавию». В последующие годы, страдая тяжёлым психическим заболеванием, король стал «общаться» со своими умершими сыновьями.
Существуют несколько портретов, изображающих принца Октавия. Пять портретов принца и одна картина, на которой он изображён вместе с братом Альфредом, хранятся в Королевской коллекции Великобритании. Одним из наиболее знаменитых является портрет принца кисти Томаса Гейнсборо, который входит в серию портретов детей короля. Ещё один портрет принца был написан Гейнсборо в 1772 или 1774 году. Третий был написал художником Бенджамином Уэстом незадолго до смерти мальчика. Ещё два портрета написаны Гейнсборо эмалевыми красками в 1782 году. Шестой и последний портрет кисти Уэста изображает апофеоз Октавия и Альфреда. Гейнсборо написал и общий портрет королевы Шарлотты с детьми, где принц Октавий изображен в детской одежде и сидит в маленьком фаэтоне для верховой езды.
Ещё два портрета принца находятся в Национальной портретной галерее в Лондоне. Первый — это гравюра Самуэля Фримана 1817 года, созданная на основе портретов Гейнсборо, другой — гравюра «Апофеоз принцев Октавия и Альфреда и принцессы Амелии» работы Роберта Хикса, опубликованная в 1820 году. Ещё три малоизвестных портрета находятся в США. Первый, кисти Уэста, экспонируется в Пенсильванской академии изящных искусств. Два других находятся на территории Северной Америки, но их точное местоположение неизвестно.